# Tramway d'Ossinniki
Le tramway d'Ossinniki est le réseau de tramways de la ville de Ossinniki, en Russie. Le réseau est composé de deux lignes. Il a été officiellement mis en service le 1er novembre 1960.

## Réseau actuel

### Aperçu général
Le réseau compte deux lignes :
- 3: Вокзал - Южная
- 4: РМЗ - Южная (en heure de pointe uniquement)

Le prix d'un trajet est de huit roubles.